# Burg Alfeld
Die Burg Alfeld ist eine abgegangene mittelalterliche Höhenburg etwa im Bereich Bierweg 11 in Alfeld im Landkreis Nürnberger Land in Bayern.
Erstmals wurde die Burg, die bis ins 15. Jahrhundert im Besitz der Herren von Alfeld war, 1286 mit Konrad von Alfeld erwähnt. Bereits 1504 wird zu Alfeld keine Befestigung mehr erwähnt. 
Vermutlich stammt der Mauerrest auf einem Felsen von einem ehemals den dortigen Felsspalt überspannenden Mauerbogen.